# Кельбаджар-Лачинський економічний район

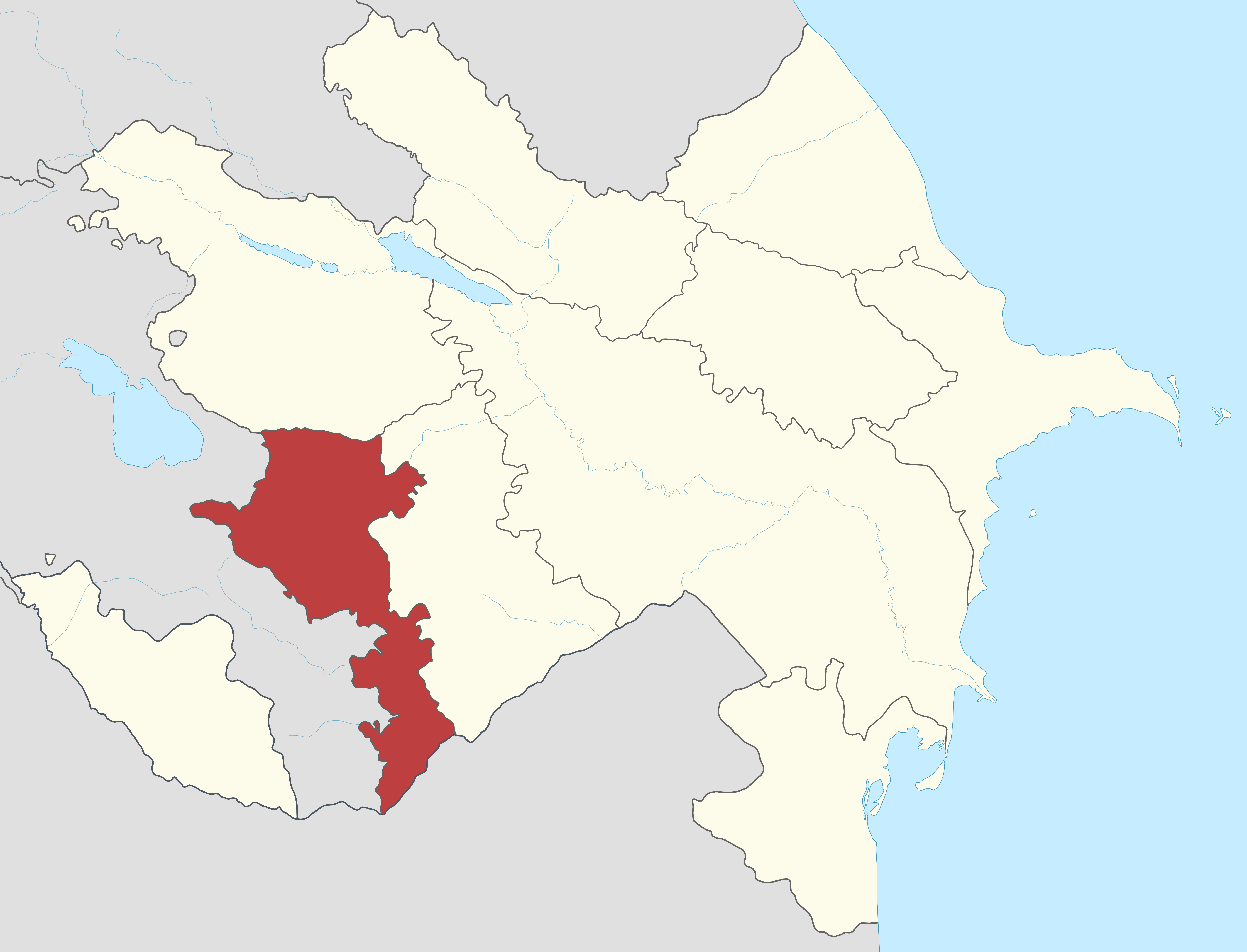

Кельбаджар-Лачинський економічний район (азерб. Kəlbəcər-Laçın iqtisadi rayonu) — один з економічних районів Азербайджану. Формально включає Кельбаджарський, Лачинський, Зангеланський і Кубатлинський адміністративні райони. Район був повністю під контролем невизнаної Нагірно-Карабаської Республіки (від 1993 року до 2020 року).
Площа 6420 км2 — 7,5 % від загальної площі Азербайджану. Населення оцінюється Азербайджаном (враховуючи біженців-переміщених осіб, які проживають в Азербайджані за межами цього економічного району) у 244,0 тис. осіб на початок 2015 року. Фактично на цій території, якою керують Кашатазький (8,7 тис., 2013 рік) і Шаумянівський райони (3,0 тис., 2013 рік) НКР, проживають 11,7 тис. жителів (2013 рік) — практично тільки вірмени.
Видобуток: золота, ртуті, хроміту, мармуру, облицювального удівельногок аменю перліту.
Виробництво: (зведені до 1988 року) промислові підприємства базуються на переробці місцевої сировини. В економічному районі розвинені переробка м'ясо-молочних продуктів, килимарство.
Галузі сільського господарства: (зведені до 1988 року) вівчарство, розведення великої рогатої худоби, бджільництво, тютюнництво, виноградарство, плодівництво і хліборобство.
Туризм: мінеральні джерела Істісу, Тутгун, Минкенд, що знаходяться на території району, сприятливі клімато-бальнеологічні умови та гірські ліси сприяли перетворенню цих місць на курортну зону.